# Vladimír Podzimek
Vladimír Podzimek, född 12 maj 1965 i Jilemnice i Liberec - död 17 maj 1994, var en tjeckisk backhoppare som tävlade för Tjeckoslovakien. Han representerade Dukla Liberec.

## Karriär
Vladimír Podzimek debuterade internationellt i Världscupen i backhoppning|världscupen i öppningstävlingen i tysk-österrikiska backhopparveckan i Schattenbergschanze i Oberstdorf i dåvarande Västtyskland 30 december 1983. Podzimek blev nummer 68 i tävlingen som vanns dubbelt av östtyskarna Klaus Ostwald och Jens Weissflog. 9 mars 1984, i deltävlingen i världscupen i Lillehammer i Norge, blev Podzimek bland de tio bästa då han blev nummer 7 i tävlingen i stora backen. Tävlingen vanns av landsmannen Pavel Ploc. Under världscuptävlingen två dagar senare, i Holmenkollen i Oslo vann Podzimek Holmenkollrennet som första backhoppare från Tjeckoslovakien. Ingen annan backhoppare från Tjeckoslovakien, Tjeckien eller Slovakien har hittills (2012) vunnit Holmenkollrennet. Pavel Ploc säkrade dubbeltseger till Tjeckoslovakien.
Podzimek startade i olympiska spelen 1984 i Sarajevo i dåvarande Jugoslavien. Det arrangerades tävlingar i de individuella grenarna. Podzimek blev nummer 39 i normalbacken och nummer 8 i stora backen. Matti Nykänen från Finland vann tävlingen. Podzimek var 8,4 poäng från bronsmedaljen som vanns av lagkamraten Pavel Ploc.
Vladimír Podzimek tävlade också i Skid-VM 1984 (som bestod av lagtävlingar med backhoppning i Engelberg i Schweiz och nordisk kombination i  Rovaniemi i Finland, eftersom grenarna inte fanns med vid olympiska vinterspelen 1984 i Sarajevo). Här blev laget från Tjeckoslovakien (Ladislav Dluhoš, Vladimír Podzimek, Jiří Parma och Pavel Ploc) bronsmedaljörer efter segrande Finland och silvervinnarna från Östtyskland.
Podzimek startade i sin sista världscuptävling på hemmaplan i Štrbské Pleso 30 mars 1991. Han avslutade sedan sin backhoppningskarriär.
Vladimír Podzimek dog 17 maj 1994, 29 år gammal, under tragiska omständigheter.